# Й
Й je cirilska črka, ki se je razvila iz cirilske črke И. Črka Й se izgovarja kot j na koncu zloga (npr. v besedi мой = moj) in se v slovanskih jezikih prečrkuje v latinico kot j, v drugih jezikih pa lahko tudi kot y.
Črka Й se imenuje kratki i (и  краткое). 
| tiskano | pisano |
| ------- | ------ |
| Й й     | Й й    |

V srbščini in makedonščini črke Й ne uporabljajo, saj od Karadžićeve pravopisne reforme naprej glas j pišejo s črko Ј, ki je po videzu enaka latiničnemu J. 